# Delan Dobrew
Delan Aleksandrow Dobrew, bułg. Делян Александров Добрев (ur. 14 maja 1978 w Chaskowie) – bułgarski ekonomista i polityk, parlamentarzysta, w latach 2012–2013 minister gospodarki, energetyki i turystyki w rządzie Bojka Borisowa.

## Życiorys
Ukończył studia ekonomiczne na Wesleyan University w Stanach Zjednoczonych, następnie kształcił się w zakresie rachunkowości i finansów w London School of Economics. Pracował w branży doradczej, m.in. w KPMG w Toronto. Po powrocie do Bułgarii zatrudniony w administracji miejskiej Chaskowa jako menedżer projektów z wykorzystaniem funduszy europejskich.
W wyborach w 2009 uzyskał mandat posła do Zgromadzenia Narodowego 41. kadencji z ramienia partii GERB. W maju 2011 objął stanowisko wiceministra gospodarki, energetyki i turystyki w gabinecie Bojka Borisowa. W marcu 2012 stanął na czele tego resortu, zastępując zdymisjonowanego Trajcza Trajkowa. Urząd ministra sprawował do marca 2013. W wyborach w 2013, 2014 i 2017 z powodzeniem ubiegał się o reelekcję na 42., 43. i 44. kadencję.
W 2019 zrezygnował z mandatu poselskiego. W wyborach z kwietnia 2021, lipca 2021, listopada 2021, października 2022, kwietnia 2023, czerwca 2024 i października 2024 wybierany do parlamentu 45., 46., 47., 48., 49., 50. i 51. kadencji.